# Oetophorus cornutus
Oetophorus cornutus är en stekelart som beskrevs av Barron 1998. Oetophorus cornutus ingår i släktet Oetophorus och familjen brokparasitsteklar. Inga underarter finns listade i Catalogue of Life.